# Sistema Azud

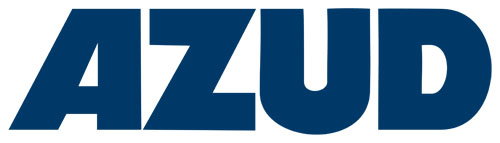
Logo de la empresa.

Sistema Azud es una compañía fabricante de sistemas de riego localizado, sistemas de filtración y sistemas de tratamiento del agua para uso agrícola, industrial, municipal y medioambiental. Desde su fundación en 1989, se dedica a proyectos de investigación relacionados con el control y la gestión del agua. 

## Historia
Creada en 1989 en Murcia, España, forma parte de un grupo internacional llamado grupo WIND, SL constituido por más de veinte empresas, de las cuales solo cinco son operativas comercialmente. Algunas de ellas son: Novedades Agrícolas, Nutricontrol y Ecohidro todas ellas en el territorio español. Esta empresa nace en el sureste de España conforme a cubrir las necesidades de regadío en esta área.

## Productos
AZUD produce sistemas de irrigación, filtración y tratamiento del agua. 
Dentro de sus productos de irrigación se pueden encontrar emisores de riego, sistemas de filtración, fertirrigación, microaspersión. A sí mismo AZUD ha desarrollado patentes de muchos de sus productos de irrigación.
Su tecnología de filtración del agua es utilizada para eliminar todos los sólidos que pueda portar el agua. Para ello, tiene sistemas de filtración por discos, por dispositivos retardadores de la colmatación, sistemas filtrantes autolimpiantes, dispositivos filtrantes, y por sistemas modulares.
Por otro lado, entre sus sistemas de tratamiento del agua, se encuentra tecnología dedicada a la depuración, potabilización, reutilización, tratamiento de aguas grises y desalación del agua. Sistemas usados en la depuración de agua industrial, de aguas residuales en bodegas, en poblaciones y urbanizaciones y en la Industria Alimentaria y hostelería.

## Reconocimientos
Recibió en el año 2013 el premio de plata de la Asociación de Irrigación Europea por su Filtro Automático Helix Automatic DLP, como un producto que ahorra agua y energía.
Recibió en el año 2012 el "Premio Laurel a la Promoción de un CO", de la Federación de Organizaciones en favor de las Personas con Discapacidad Intelectual y Parálisis Cerebral. En el año 2008 recibe el reconocimiento como Entidad Colaboradora en el Proyecto Equal Adelántate, que apoya la puesta en marcha de actuaciones destinadas a promover la igualdad de oportunidades en el ámbito empresarial.